# Christian Reinthaler
Christian Reinthaler (* 14. Mai 1974) ist ein ehemaliger österreichischer Skispringer.

## Werdegang
Reinthaler startete ab 1991 im neu geschaffenen Skisprung-Continental-Cup. Nachdem er in seiner zweiten Saison 1992/93 dort sehr gute Leistungen erzielt hatte, wurde er für den A-Nationalkader nominiert und bestritt am 19. Dezember 1992 sein erstes Springen im Skisprung-Weltcup. Von der Normalschanze in Sapporo wurde er am Ende 19. und verpasste so nur knapp die Punkteränge. Am 6. Januar 1993 gelang ihm in Bischofshofen mit dem 12. Platz erstmals der Gewinn von Weltcup-Punkten. Auch in Predazzo und am Kulm gelang ihm dies. Im zweiten Springen am Kulm konnte er mit dem 6. Platz sein bestes Einzelresultat im Weltcup erzielen. Die Saison 1992/93 beendete er schließlich auf dem 31. Platz in der Weltcup-Gesamtwertung. In der Skiflug-Wertung belegte er den 7. Platz. In den folgenden Jahren sprang Reinthaler weiter im Continental Cup und wurde 1996 noch einmal für drei Weltcup-Springen nominiert, bei denen er jedoch keinerlei Weltcup-Punkte mehr gewinnen konnte. 1998 beendete er seine aktive Skisprungkarriere.